# Carlos Alonso
Carlos Rigoberto Alonso Gómez (25 agosto 1979) è un ex calciatore nicaraguense, di ruolo difensore.

## Carriera

### Club
Ha cominciato a giocare al Walter Ferreti. Nel 1998 è passato al Chinandega. Nel 1999 si è trasferito al Real Estelí. Nel 2000 è stato ceduto al Parmalat. Nel 2002 è tornato al Real Estelí, in cui ha militato fino al 2005. Nel 2005 è stato acquistato dal Diriangén. Nel 2006 è passato al Chinandega. Nel 2007 si trasferisce dal Chinandega al Diriangén e nel 2008 fa il percorso inverso. Nel 2010 è stato acquistato dal Real Estelí, con cui ha giocato la sua ultima stagione prima di ritirarsi.

### Nazionale
Ha debuttato in Nazionale nel 2000. Ha partecipato, con la maglia della Nazionale alla Gold Cup 2009 ed è rimasto nel giro della Nazionale fino al 2010.

## Palmarès

### Club

#### Competizioni nazionali
- Primera División de Nicaragua: 4

Real Estelí: 2002-2003, 2003-2004, 2010-2011
Diriangén: 2005-2006